# Clément Roulet-Dubonnet
Clément Roulet-Dubonnet, né le 1er juillet 1989, est un rameur français.

## Biographie
Clément a commencé l'aviron à l'âge de 12 ans en 2001 à l'aviron grenoblois.

## Palmarès

### Championnats du monde
| Discipline | Chungju 2013 Corée du Sud | Amsterdam 2014 Pays-Bas | Aiguebelette 2015 France |
| ---------- | ------------------------- | ----------------------- | ------------------------ |
| Huit, pl   |                           |                         | Argent                   |